# Craig Goldman
Craig Alan Goldman, né le 3 octobre 1968 à Fort Worth, est un homme politique américain. Membre du Parti républicain, il est élu du Texas à la Chambre des représentants des États-Unis depuis 2025.

## Biographie
De 2013 à 2025, il est membre de la Chambre des représentants du Texas.
Le 5 novembre 2024, il est élu représentant pour le 12e district du Texas. Il obtient 64,1 % des voix face au démocrate Trey Hunt.